# Francisco Rodrigues Alves

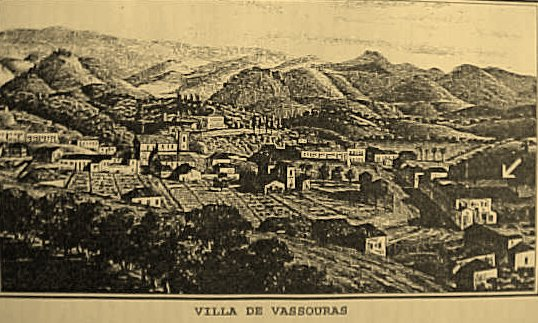
Vila de Nossa Senhora da Conceição de Vassouras em 1845

Francisco Rodrigues Alves (Açores, 7 de fevereiro de 1758 — Vassouras, 21 de julho de 1846) foi um proprietário rural brasileiro, pioneiro do povoamento e um dos fundadores do município fluminense de Vassouras, e ancestral da antiga família fluminense Rodrigues Alves Barbosa.
Filho de Félix Rodrigues Alves e Teresa de Sousa Furtado, nasceu na freguesia de São Pedro da Ponta Delgada, ilha das Flores, Açores, Portugal. Emigrou para o Brasil ainda pequenino e junto de seus pais ficou estabelecido na região de Sacra Família do Tinguá, atualmente parte de município de Engenheiro Paulo de Frontin.
Em 5 de outubro de 1782, ele e seu sócio Luís Homem de Azevedo receberam uma sesmaria descrita e localizada no "Sertão da Serra de Santana, Mato Dentro por detrás do Morro Azul". Posteriormente estas terras foram conhecidas como Vassouras, em razão de uma vegetação rasteira que era abundante na região.
Foi um dos primeiros que plantou o café no Vale do Rio Paraíba do Sul, pois em 1792 ele já cultivava "uma horta de cafezeiros, os quais produziam o fruto apenas indispensável para o uso da família" conforme o relato colhido em 1852 por Alexandre Joaquim de Siqueira, o primeiro historiador vassourense.
Nessas suas terras surgiu uma pequena povoação a qual foi erigida, pelo decreto de 15 de janeiro de 1833, em vila de Nossa Senhora da Conceição de Vassouras. Portanto, é considerado o fundador da cidade de Vassouras.
Com sua mulher Antônia Barbosa de Sá, de antiga família carioca, foram pais de cinco filhos e origem de uma grande descendência que incluiu por nascimento ou casamento; os barões de Santa Justa, o barão de Ribeirão, o visconde de Cananéia, o barão de Avelar e Almeida, o barão de Maçambará, o visconde de Ibituruna, o barão de Santa Fé, o barão de Meneses, os políticos Maurício de Lacerda e Carlos Lacerda, o jurista Sebastião Lacerda, o escritor Aureliano Cândido Tavares Bastos, o ministro Raul Fernandes, o médico José Jerônimo de Azevedo Lima, o engenheiro Wilkie Moreira Barbosa, o cantor Lobão, além de muitos outros.